# Petiken
Petiken is een bestuurslaag in het regentschap Gresik van de provincie Oost-Java, Indonesië. Petiken telt 16.971 inwoners (volkstelling 2010).